# 金融圖書館
金融圖書館又稱商業圖書館（Business Library），指在大城市的圖書館系統中，針對有商業方面資訊需求的人員所設立的分館，提供職業訓練或求職資訊工作坊、退休的企業顧問諮詢公司狀況或其他與公司經營管理相關之資訊。與公司經營管理相關之資訊其範圍包含廣告行銷、商業新知、商業入口網站、公司調查研究、金融與投資、政府相關法令、產業研究與不動產訊息等。
商業圖書館其地點通常緊鄰商業區或金融密集地段，例如英國倫敦的「城市商業圖書館」，該館為英國首屈一指的商業資訊圖書館，其核心館藏領域為銀行、投資、金融、公司資訊、市場研究與管理。
另一個代表性的例子則是美國紐約市布魯克林公共圖書館的分支機構「商業圖書館」。該館成立於1962年6月1日，至1987年時已每日服務將近2000位民眾，由於需求增加導致空間設備不足，1991年時，該區首長Howard Golden分配了500萬美元來擴建該棟建築，於1993年重新開放使用，變成今日樣貌。該圖書館近年來每年服務將近200,000個電話或面對面的問題，服務了幾千位的顧客，包含小型企業主、企業家、學生、投資人、尋找工作者和公司員工，該館並與許多企業協助機構合作提供針對性的課程和機會，以協助企業發展。
學術圖書館中亦有針對商業金融的館藏特別設置的學科圖書館，亦屬於金融圖書館的一種。其係由學院或大學中的商學院所獨立管理，用以支援與企業管理、會計等相關商學領域課程之教員的教學需求、學生的學習資訊需求。例如美國華盛頓大學「福斯特商學圖書館」、美國威斯康辛大學麥迪遜分校商業圖書館、臺灣的國立政治大學圖書館商學院圖書分館。
金融圖書館的館藏通常會特別針對經濟、貿易、財政、金融及其他商學相關學科之期刊、書籍、參考資源，參考資源包含公司的報告書、經濟或企業統計、商學相關期刊的索引資料庫等。金融圖書館係由商業圖書館館員管理，在館藏與任務方面皆有其獨特性，需與總圖書館進行區分。